# GA10: 10 Year Story
GA10: 10 Year Story è una compilation del duo inglese Groove Armada, uscito nel 2007.

## Il disco
Per celebrare il decimo anniversario discografico, Groove Armada hanno dato forma a questo concept CD set che raccoglie sia i loro mix di uptempo dance che i migliori esempi di downtempo comprensivo di rarità, inediti e remix.

## Tracce

### CD1 - Uptempo: Chosen & Mixed by Tom Findlay
1. Eazy (GA's Deep Shelf revisit)
2. Love Sweet Sound
3. Save my Soul (Live Acid remix)
4. Lightsonic (Re-rub)
5. Song 4 Mutya
6. I See You Baby (Original)
7. Chicago
8. Feel The Same As You (Japanese version)
9. Cuba by Black Island (GA remix)
10. Get Down (Alternative club edit)
11. Final Shakedown
12. Lovebox (Interlude)
13. Drop that Panel
14. Superstylin'

### CD2 - Downtempo: Chosen & Mixed by Andy Cato
1. Remember
2. Think Twice
3. Blue Skies
4. Edge Hill
5. Tuning In (Re-edit)
6. Lazy Moon
7. Dusk You and Me
8. Little By Little (Edit)
9. Paris
10. Language Lab Burning Disaster (GA mix)
11. Drifted (Re-edit)
12. What's Your Version
13. Hands Of Time
14. At The River (Presence Mix)